# Saint-Cloud

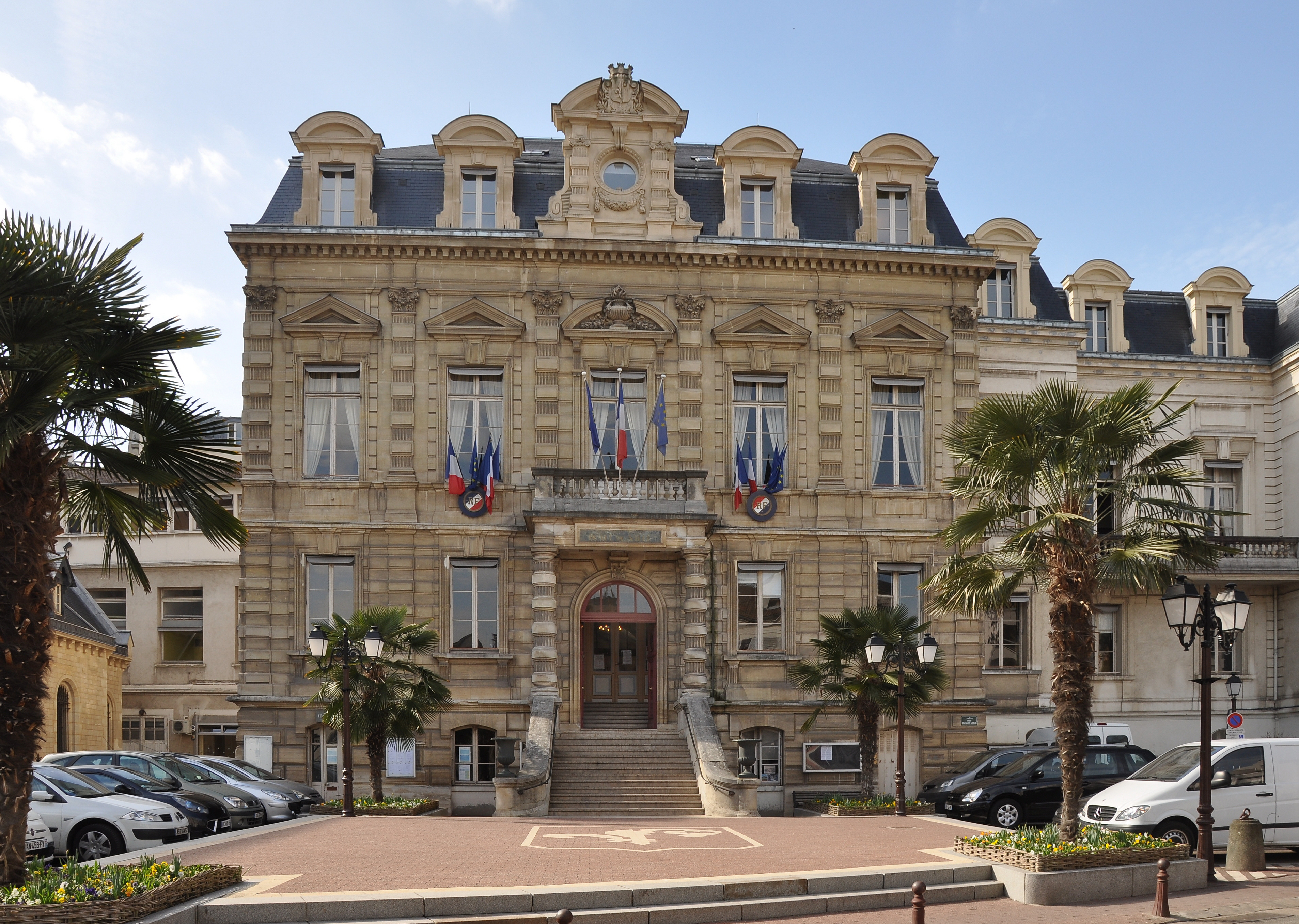
Hôtel de Ville (Rathaus)

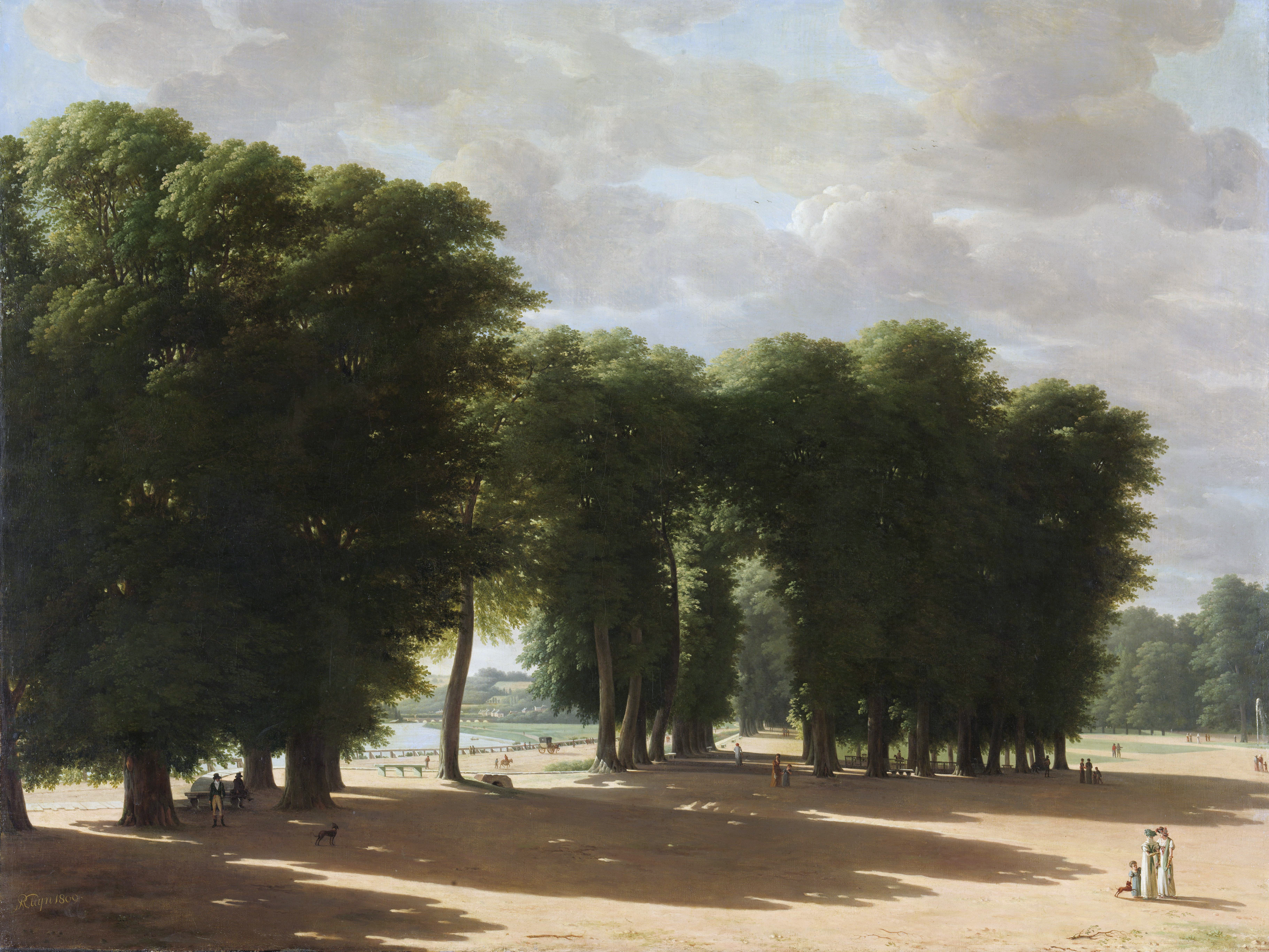
Pieter Rudolph Kleyn: Blick auf den Park von Saint-Cloud, um 1800

Saint-Cloud [sɛ̃ˈklu] ist eine französische Stadt mit 29.859 Einwohnern (Stand 1. Januar 2022) westlich von Paris im Département Hauts-de-Seine, Region Île-de-France. Die Einwohner werden Clodoaldiens genannt.
Die Entfernung zum Zentrum von Paris beträgt ungefähr 10 km. Die Bevölkerung gehört, wie die in Neuilly-sur-Seine und in Boulogne-Billancourt, zur wohlhabendsten in Frankreich. Zahlreiche Personen des öffentlichen Lebens wohnen in der Stadt.

## Geografie
Im Norden grenzt die Gemeinde Saint-Cloud an Suresnes, im Osten bildet die Seine die Grenze zu Boulogne-Billancourt und zu dem zu Paris gehörenden Bois de Boulogne, im Süden liegen Sèvres, Ville-d’Avray und Vaucresson, im Westen Rueil-Malmaison und Garches.
Fünf Bezirke bilden das Stadtgebiet:
- Val d’Or
- Coteaux
- Pasteur-Magenta
- Centre
- Montretout

## Geschichte
Zu Beginn des Mittelalters gründete der Mönch Chlodoald (Fluduald), ein Enkel von Chlodwig (frz. Clovis) und Chrodechild (frz. Clothilde), in Novigentum bei Paris ein Kloster (Sanctus Fludualdus).
Am 1. August 1589 wurde König Heinrich III. von Frankreich während der Belagerung von Paris bei einem Attentat so schwer verwundet, dass er am 2. August in Saint-Cloud verstarb.  
Im Verlauf des Deutsch-Französischen Kriegs wurde die Stadt 1870 von preußischen Truppen eingenommen und dabei weitgehend zerstört; lediglich 21 Häuser blieben intakt.
Berühmt wurde Saint-Cloud durch seinen Park und sein in den 1570er Jahren erbautes Schloss. Es wurde am 19. September 1870 von den preußischen Truppen besetzt. Am folgenden 13. Oktober wurde es von den auf dem Mont Valérien stationierten Batterien der Verteidiger der Stadt Paris beschossen und brannte ab.
In einem erhalten gebliebenen Nebengebäude des Schlosses bestand zwischen 1882 und 1987 eine École normale supérieure, an der zwischen 1933 und 1935 auch der Historiker Golo Mann als Lektor für deutsche Sprache lehrte.
Am 31. Mai 1868 fand in Saint-Cloud das erste Radrennen in Frankreich statt.

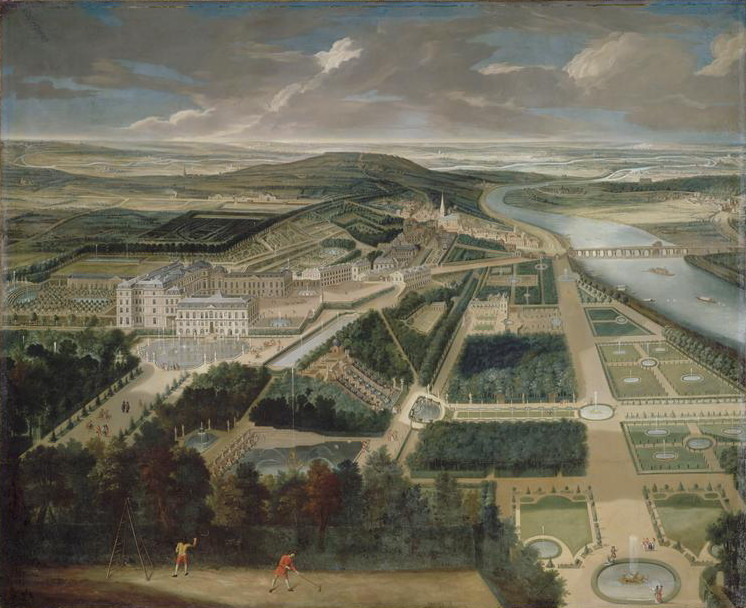
Ehemaliges Schloss Saint-Cloud
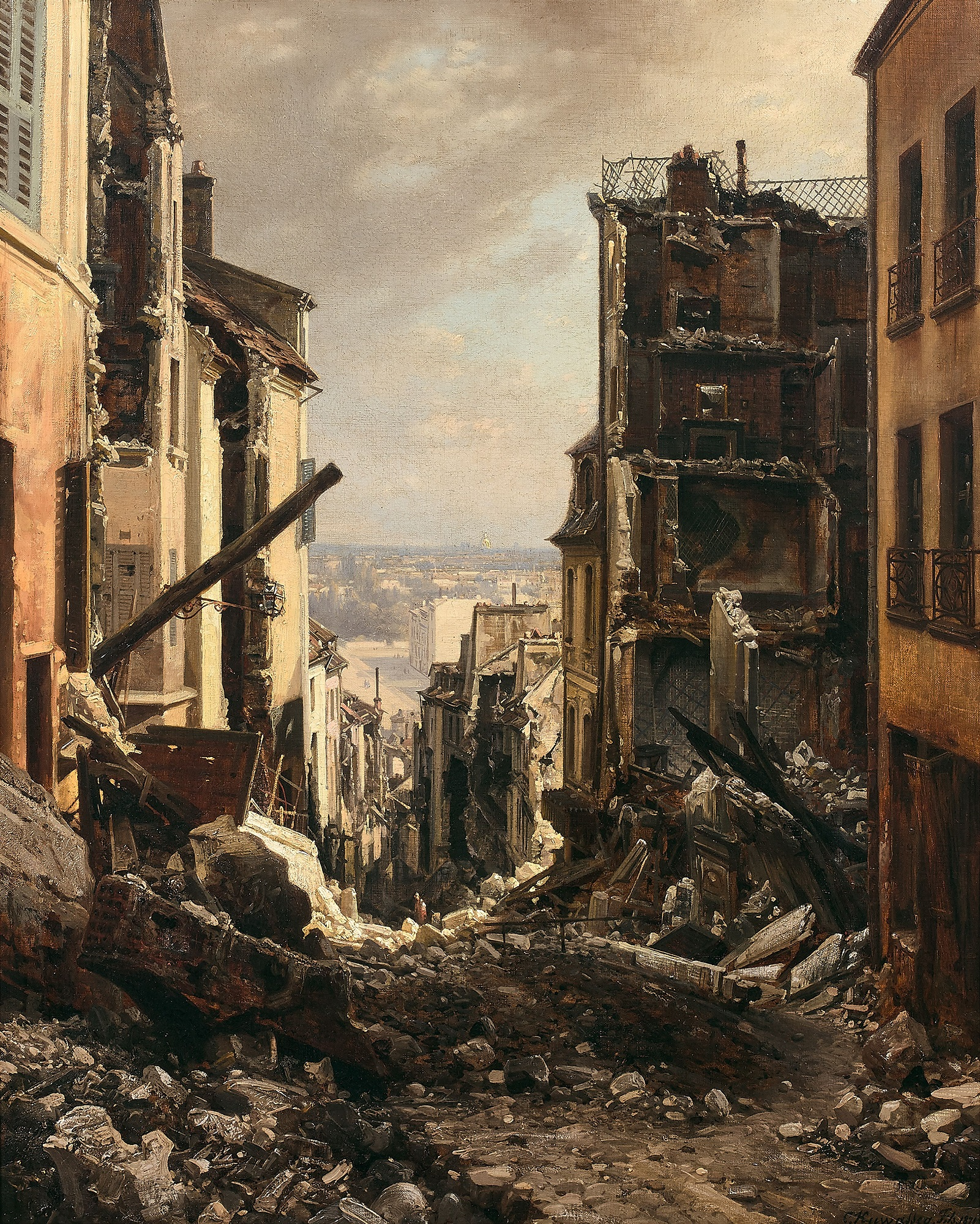
Rue Royale nach der Zerstörung der Stadt im Deutsch-Französischen Krieg
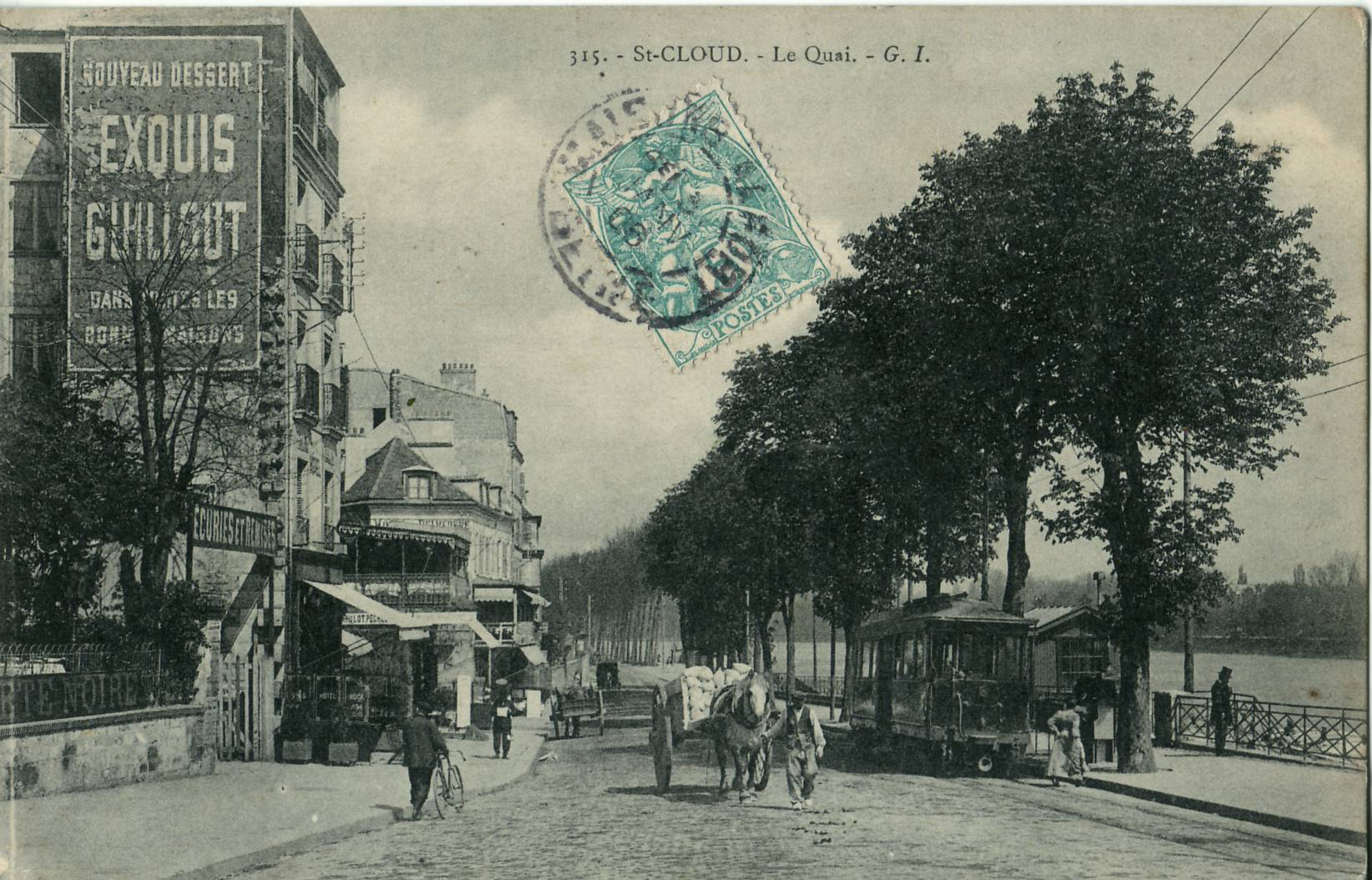
Seineufer mit Straßenbahn (vor 1905)

## Sehenswürdigkeiten
- Siehe: Liste der Monuments historiques in Saint-Cloud
- 1984–1991: Villa dall’Ava von Rem Koolhaas mit Yves Brunier, Xaveer de Geyter und Petra BlaisseVilla dall’Ava

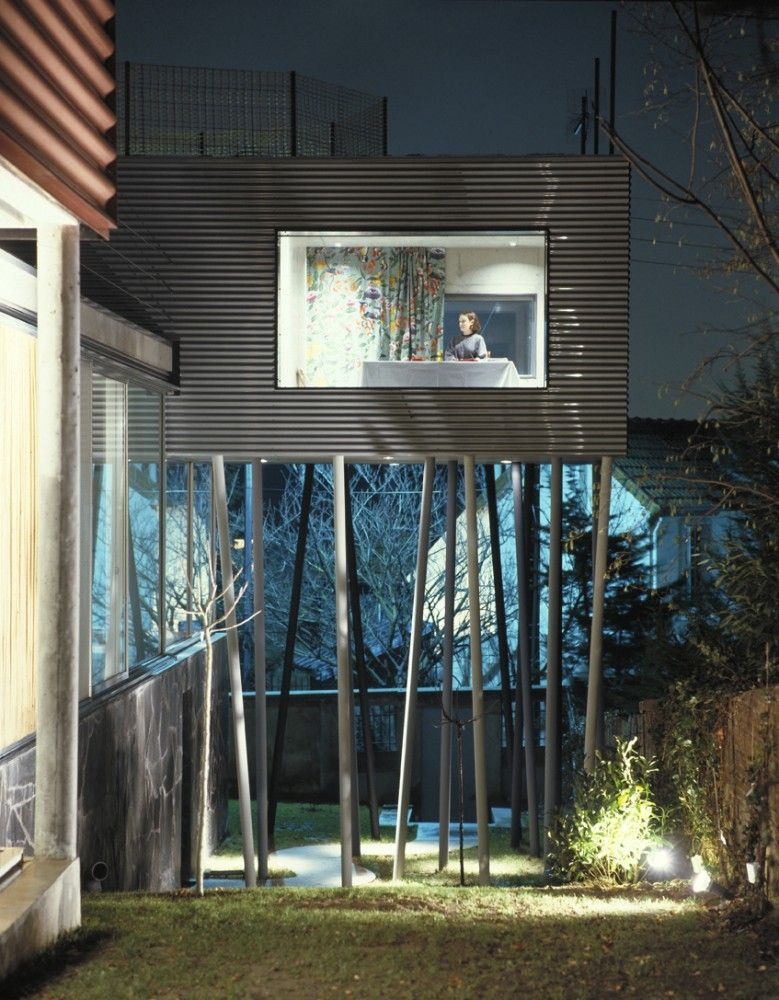
Villa dall’Ava

## Regelmäßige Veranstaltungen
- Rock en Seine: Seit 2003 findet alljährlich im Park von Saint Cloud das Rockfestival 'Rock en Seine' statt; zuletzt zählte man über 100.000 Besucher.

## Wirtschaft
In Saint-Cloud befindet sich der Sitz des Luftfahrtkonzerns Dassault Aviation mit etwa 3.000 Beschäftigten. Ebenso ist Saint-Cloud die Zentrale des Textilservice-Konzerns Elis, der weltweit rund 48.000 Mitarbeiter beschäftigt. Unter dem Sonnenkönig Ludwig XIV. wurde in Saint-Cloud die Porzellanproduktion aufgenommen.

## Verkehr

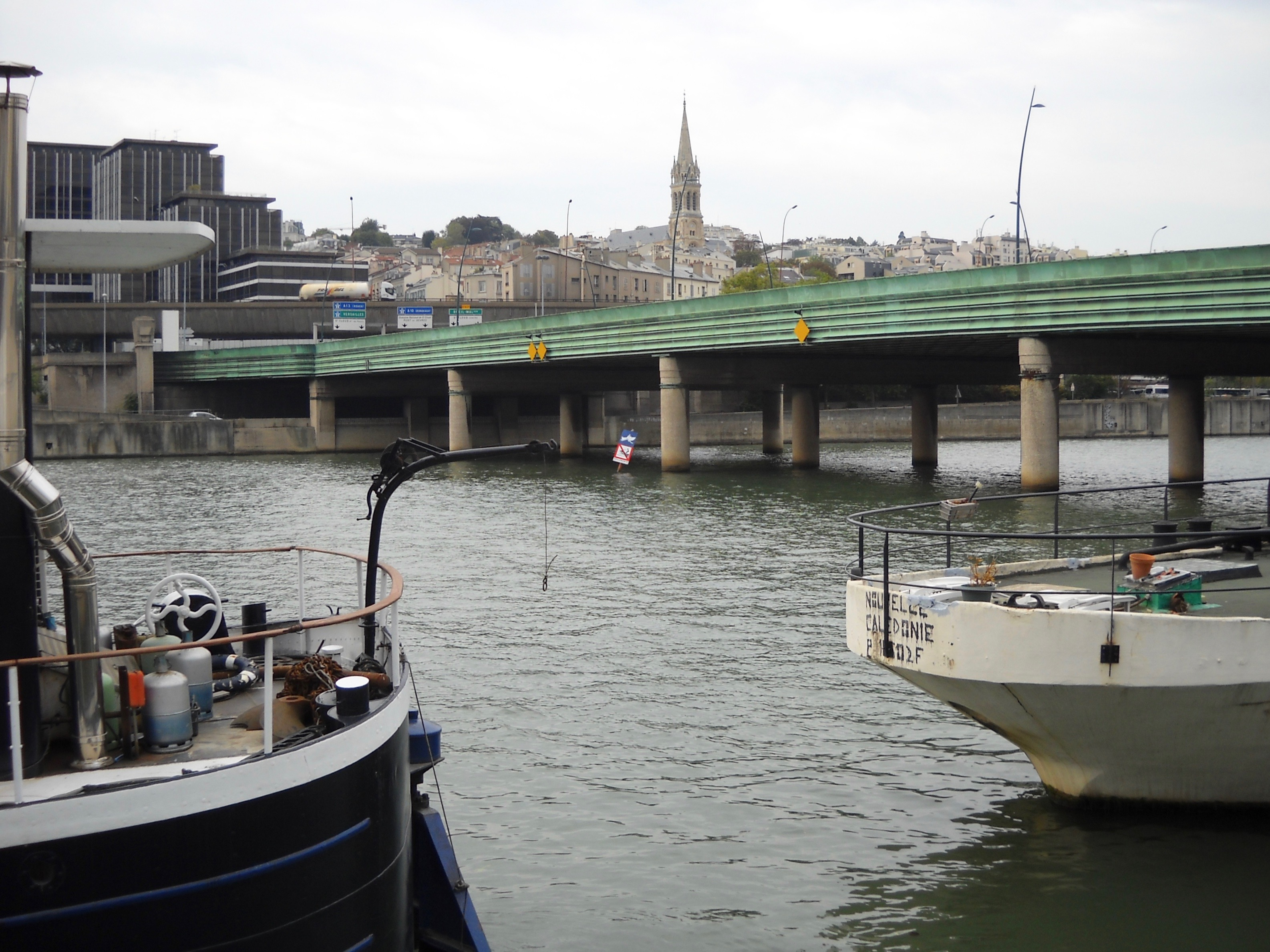
Seinebrücke Pont de Saint-Cloud

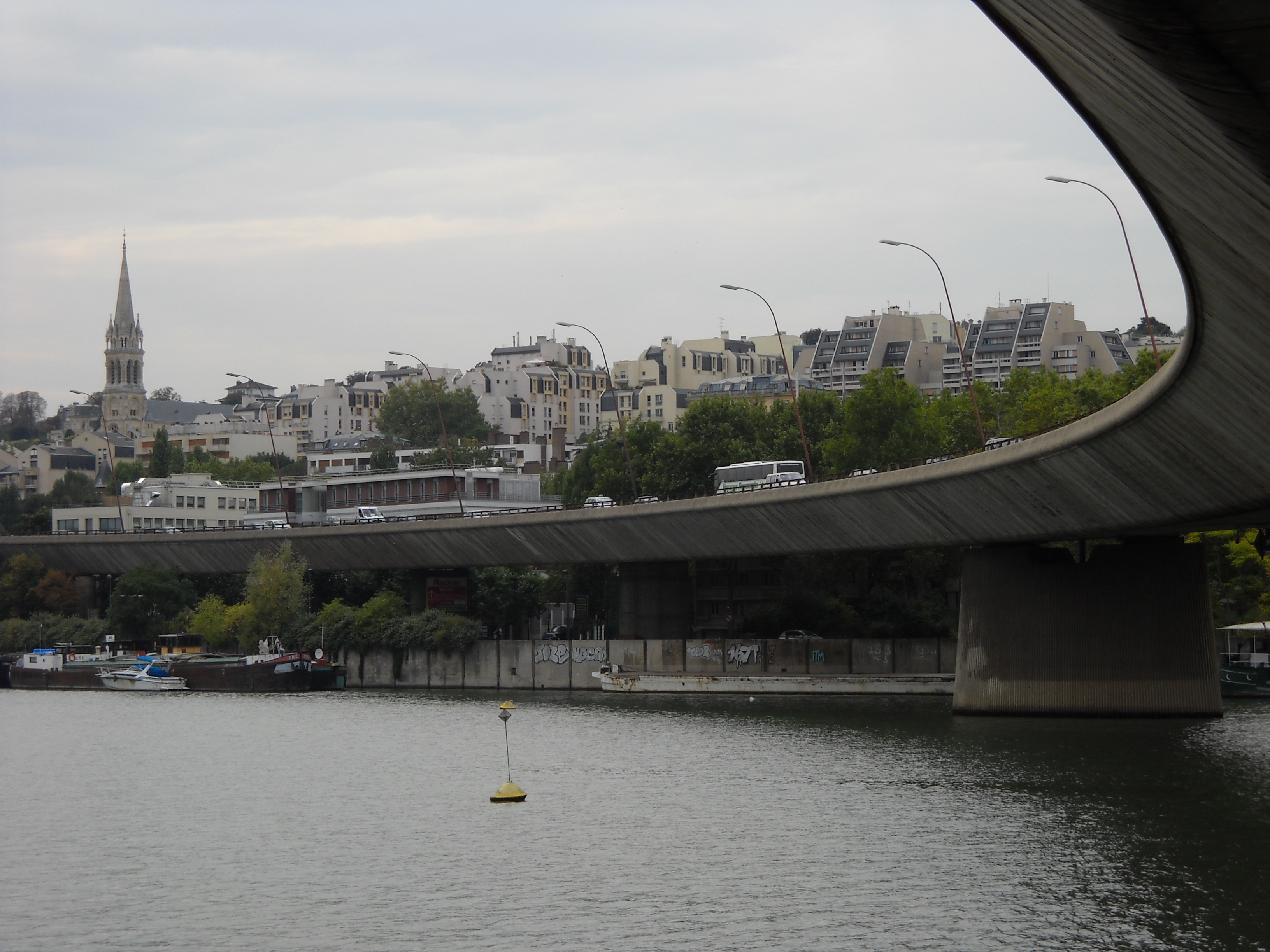
Autobahn A 13 auf dem Viaduc autoroutier de Saint-Cloud

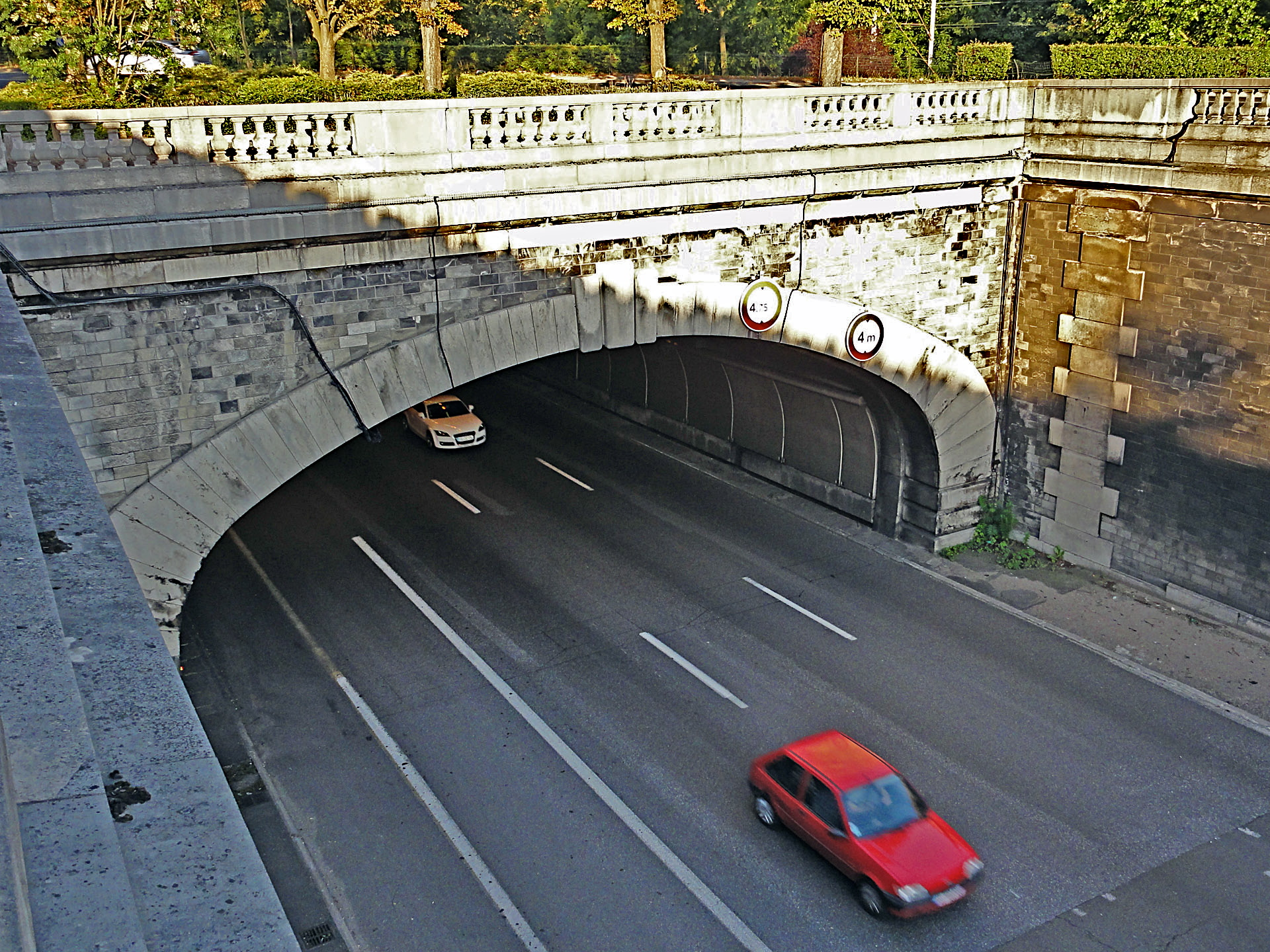
Westportal der Nordröhre des Autobahntunnels aus den 1930er Jahren

Mit den Nationalstraßen N 185, N 187 und N 307 war Saint-Cloud gut in das Straßennetz der Île-de-France eingebunden. Mittlerweile sind sie sämtlich zu Departementsstraßen abgestuft. Die D 907 (ehemalige N 307) verbindet den Ort auf dem Pont de Saint-Cloud über die Seine hinweg mit Boulogne-Billancourt und führt weiter nach Paris.
Teils im Tunnel, teils als Hochstraße verläuft die Autobahn A 13 am Süd- und Ostrand des Stadtgebiets und weist in Höhe des Pont de Saint-Claude eine Anschlussstelle auf. Als Autoroute de l’Ouest wurde sie bereits 1927 konzipiert, um Paris mit der Normandie zu verbinden. 1941 war die Nordröhre des Tunnels unter dem Park fertiggestellt, der im Zweiten Weltkrieg den deutschen Besatzern als Sprengstoffdepot diente. Bis 1974 endete die Autobahn an der Seinebrücke, seitdem ist sie über den Viaduc autoroutier de Saint-Cloud mit der Pariser Umgehungsstraße Boulevard périphérique verbunden.
Saint-Cloud weist mehrere Bahnstationen auf. 1839 wurde die Bahnstrecke Paris–Versailles eröffnet; vom an ihr gelegenen Bahnhof Saint-Cloud zweigte ein rund 400 m langes Gleis zum Schloss hin ab. Nur wenig nördlich ging 1903 an derselben Strecke der Bahnhof Val d’Or in Betrieb, der seinen Bau der nahen Pferderennbahn Hippodrome de Saint-Cloud verdankte. Beide Stationen werden aktuell von Zügen der Linie L des Pariser Vorortsystems Transilien bedient, am Bahnhof Saint-Cloud halten auch die Vorortzüge der Linie U.
1889 wurde mit der „Ligne de Moulineaux“ (Bahnstrecke Puteaux–Issy-Plaine) eine weitere Eisenbahnstrecke in Betrieb genommen, die zwischen ersterer und der Seine den Ort ebenfalls in Nord-Süd-Richtung durchquert. Seit 1997 wird sie von der Linie 2 der Pariser Straßenbahn genutzt, die einstigen drei Bahnstationen Les Coteaux, Les Milons und Pont de Saint-Cloud (jetzt: Parc de Saint-Cloud) im Stadtgebiet von Saint-Cloud wurden zu Straßenbahnhaltestellen umgebaut.
Bis in die 1930er Jahre hinein endeten die Pariser Straßenbahnlinien 2 und 25 in Saint-Cloud unweit der Seinebrücke. Die 1911 eröffnete Strecke der späteren Linie 44 (ab 1921 so bezeichnet) begann im Ortsteil Montretout und führte nach Norden; die Linie 44 querte die Seine am Pont de Suresnes und endete in Paris nahe der Métrostation Porte Maillot. Eine weitere Linie führte vom Ausgangspunkt am Pont de Saint-Cloud entlang des Seineufers nach Norden.

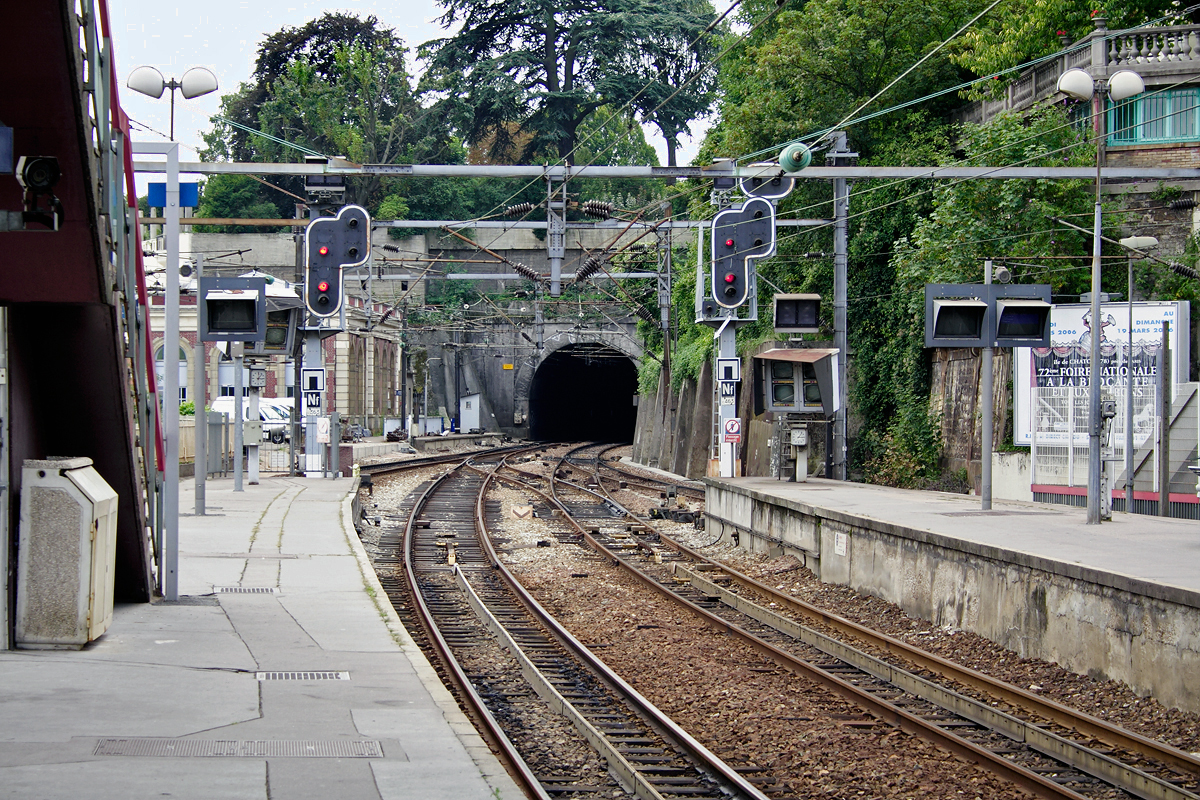
Südkopf des Bahnhofs Saint-Cloud – links vor dem Tunnelportal das 1963 stillgelegte alte Empfangsgebäude
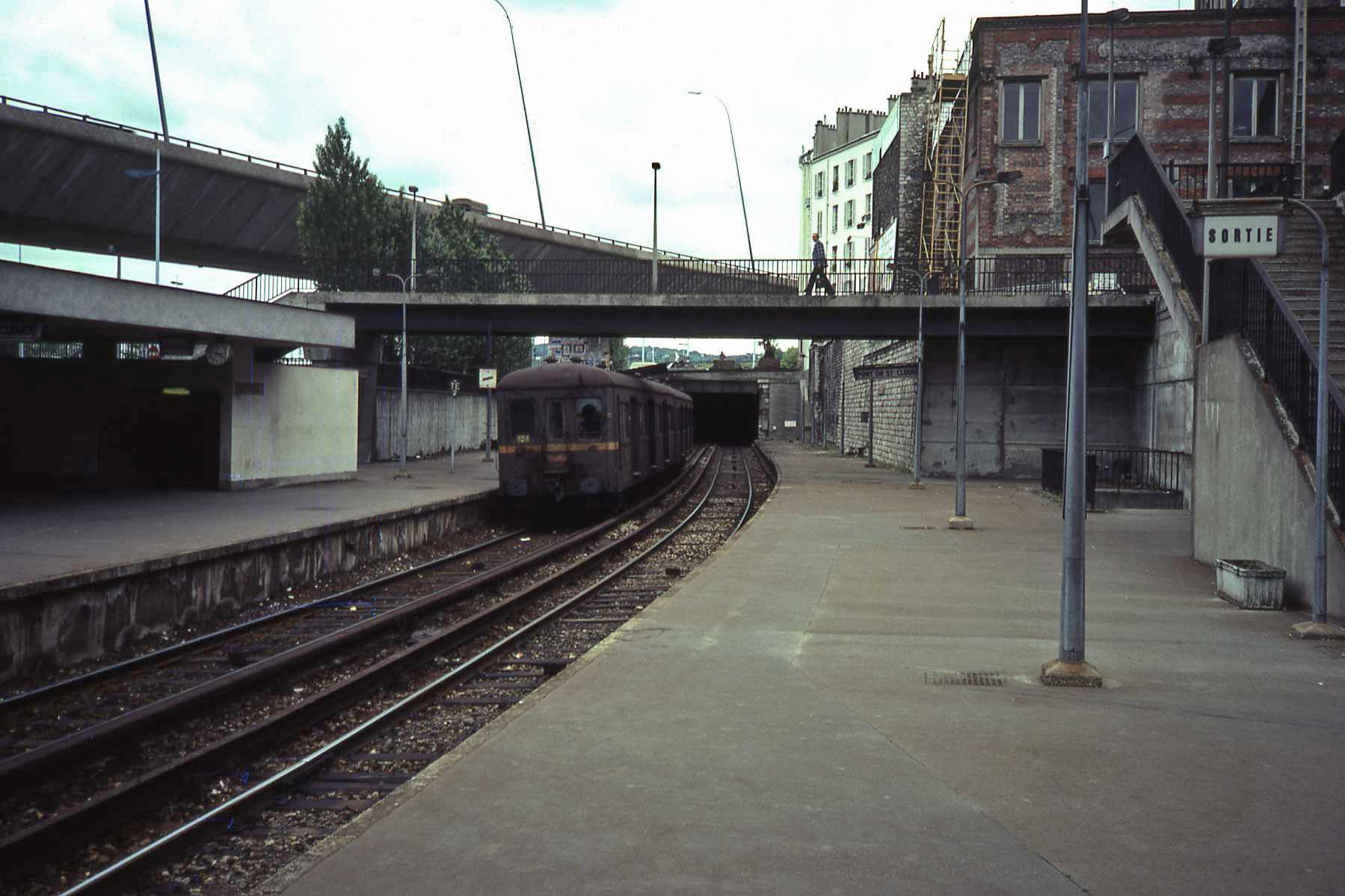
Gleichstrom-Triebwagen der Baureihe Z 1500 im Bahnhof Pont de Saint-Cloud (1982)
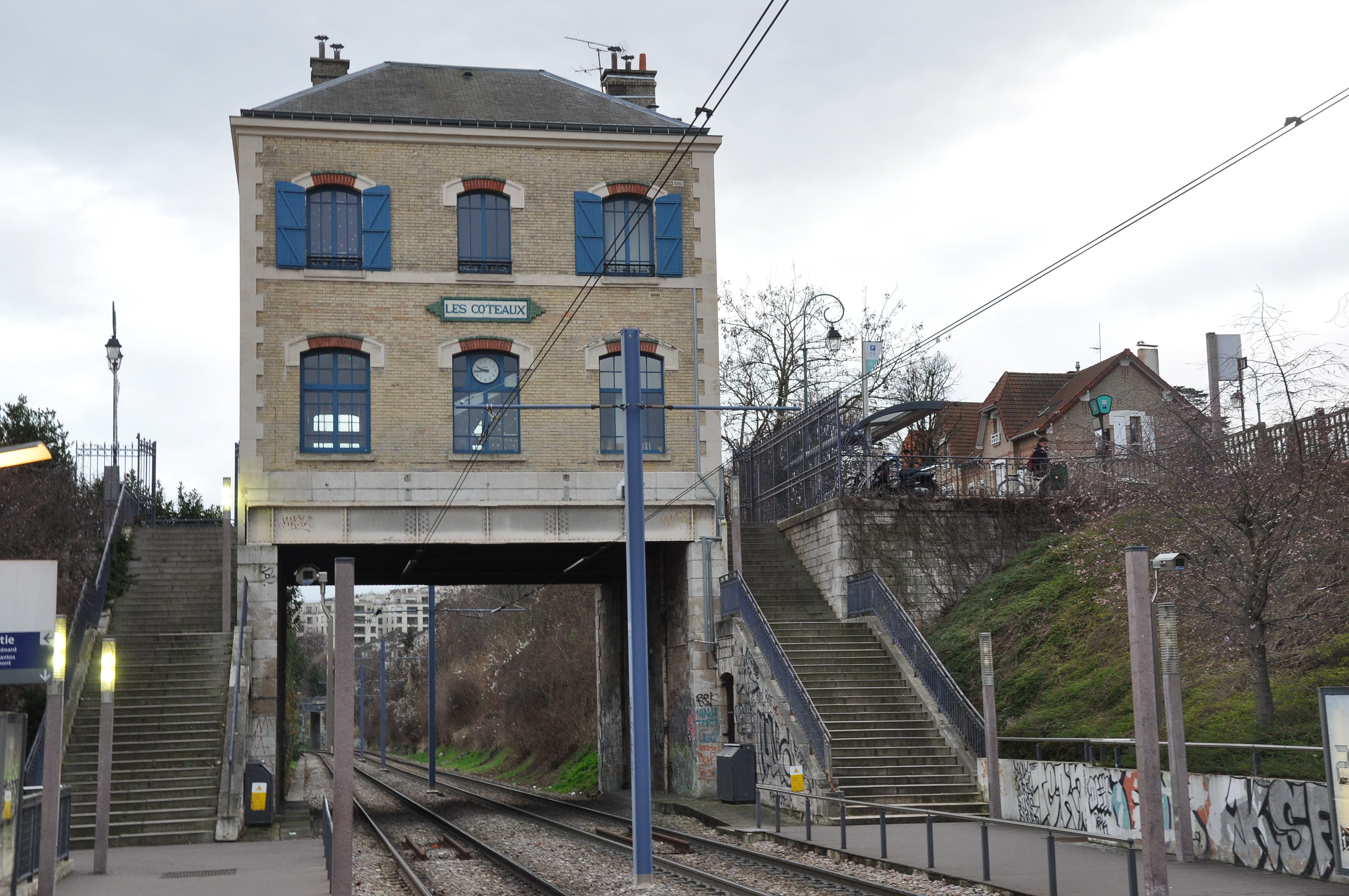
Über den Gleisen errichtetes Empfangsgebäude der Station Les Coteaux

## Internationale Deutsche Schule Paris

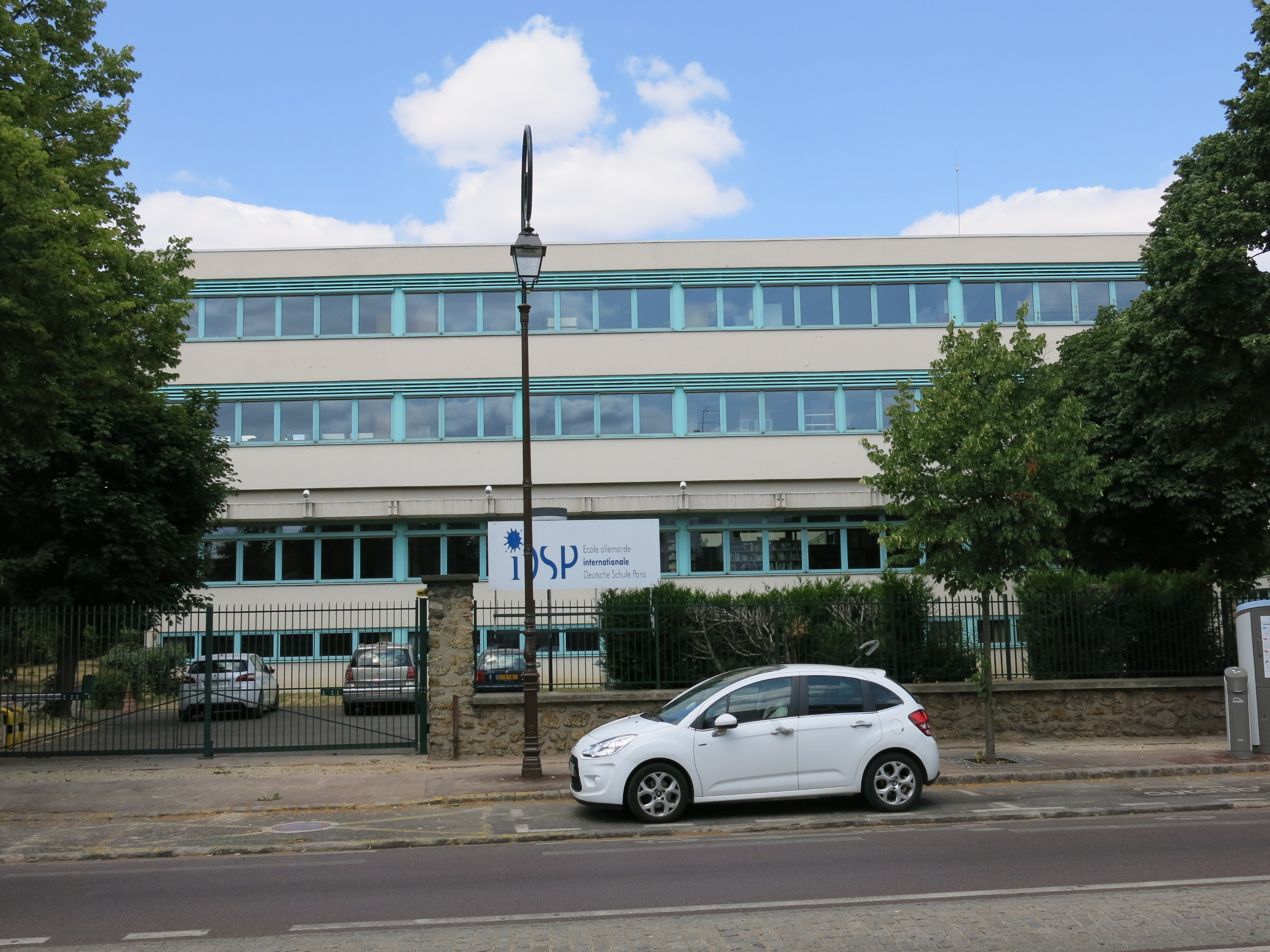
Internationale Deutsche Schule Paris

In Saint-Cloud befindet sich die Internationale Deutsche Schule Paris, eine deutsche Auslandsschule.

## Krankenhaus
- Hôpital René-Huguenin

## Städtepartnerschaften
Saint-Cloud ist durch Städtepartnerschaften verbunden mit
- Bonner Stadtbezirk Bad Godesberg, Deutschland, seit 1957
- Frascati, Italien, seit 1957
- Maidenhead, Vereinigtes Königreich, seit 1957
- Kortrijk, Belgien, seit 1994
- Saint Cloud, Vereinigte Staaten, seit 1995
- Boadilla del Monte, Spanien, seit 1999

Alle Städte außer Boadilla und Saint Cloud sind Teil einer Ringpartnerschaft.

## Persönlichkeiten
Söhne und Töchter:
- Philipp II., Herzog von Orléans (1674–1723), Titularherzog von Chartres und anderen Gebieten
- Louis-Philippe-Joseph, duc d’Orléans (1747–1793), genannt Philippe Égalité, während der Französischen Revolution hingerichtet
- Michel Garnier (1753–1829), Maler
- Robert Hertz (1881–1915), Anthropologe
- Marie Bonaparte (1882–1962), Psychoanalytikerin
- Bernard Blier (1916–1989), Filmschauspieler, hier verstorben
- Roger-Patrice Pelat (1918–1989), Geschäftsmann
- Anda Kerkhoven (1919–1945), niederländisch-indische Widerstandskämpferin
- Nicole Courcel (1931–2016), Schauspielerin
- Patrice Higonnet (* 1938), Historiker
- Jean-Claude Killy (* 1943), Skirennfahrer
- Emmanuel Hussenot (* 1951), Jazzmusiker
- Patricia Adam (* 1953), Politikerin
- Hervé Guibert (1955–1991), Schriftsteller und Fotograf
- Mino Cinelu (* 1957), Jazz- und Pop-Schlagzeuger
- Philippe Lucas (* 1963), Fußballspieler
- Roland Schwab (* 1969), deutscher Musiktheaterregisseur
- Clémentine Autain (* 1973), Journalistin und Politikerin
- Alexandra Fusai (* 1973), Tennisspielerin
- Rémy Dugimont (* 1986), Fußballspieler
- Vincent Sasso (* 1991), Fußballspieler
- Ingmar Lazar (* 1993), Pianist
- Floriane Gnafoua (* 1996), Sprinterin
- Anissa Lahmari (* 1997), französisch-marokkanische Fußballspielerin

Personen mit Beziehung zur Stadt:
- König Heinrich III. von Frankreich, starb dort 1589
- Prinzessin Henrietta von England, Herzogin von Orléans, starb dort 1670
- Philippe von Frankreich, Herzog von Orléans (Bruder Ludwigs XIV.), starb dort 1701
- Charles Gounod (1818–1893), Komponist, ist hier gestorben
- Elizabeth Jane Gardner (1837–1922), amerikanische Genremalerin, wohnte in Saint-Cloud und starb dort
- Edvard Munch (1863–1944), norwegischer Maler, wohnte 1889/90 für einige Monate in Saint-Cloud und malte mehrere Bilder mit Bezug zur Stadt (Nacht in Saint-Cloud, Die Seine bei Saint-Cloud)
- Lino Ventura (1919–1987), italienisch-französischer Filmschauspieler, wohnte in Saint-Cloud und starb dort
- Yann Le Pen (* 1963), Tochter des Front-National-Gründers Jean-Marie Le Pen, wohnt im Anwesen Montretout